# Sigaloseps
Genre
Sigaloseps est un genre de sauriens de la famille des Scincidae.

## Répartition

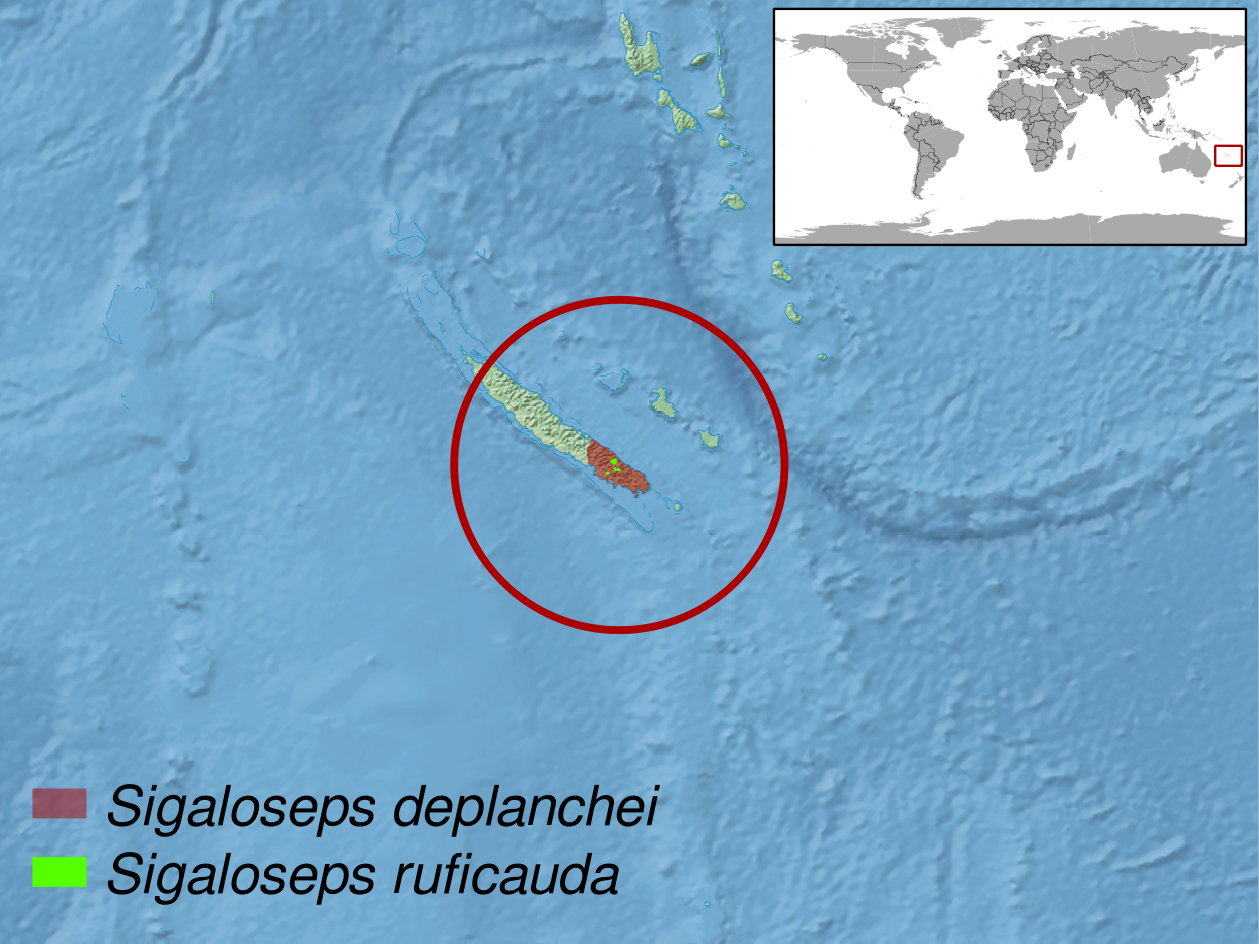
Répartition.

Les six espèces de ce genre sont endémiques de Nouvelle-Calédonie.

## Liste des espèces
Selon The Reptile Database (8 septembre 2015) :
- Sigaloseps balios Sadlier, Bauer & Wood, 2014
- Sigaloseps conditus Sadlier, Bauer & Wood, 2014
- Sigaloseps deplanchei (Bavay, 1869)
- Sigaloseps ferrugicauda Sadlier, Smith, Shea & Bauer, 2014
- Sigaloseps pisinnus Sadlier, Shea, Whitaker, Bauer & Wood, 2014
- Sigaloseps ruficauda Sadlier & Bauer, 1999

## Publication originale
- Sadlier, 1987 : A review of the scincid lizards of New Caledonia. Records of the Australian Museum, vol. 39, no 1, p. 1-66 (texte intégral).